# České zemské gubernium
České zemské gubernium (německy Böhmisches Landesgubernium) se sídlem v Praze bylo v letech 1763–1849 vrcholným zemským správním orgánem v Čechách.  V jeho čele stál od 1. května 1763 nejvyšší purkrabí jakožto gubernátor. Gubernium vzniklo během tereziánských reforem proměnou královské reprezentace a komory. V pozdější době bylo gubernium rozděleno na dva odbory – právní (in judicialibus) a politicko-správní (in publicis et politicis). Za josefínských reforem byla od gubernia zcela oddělena soudní agenda.  K 1. lednu 1850 české gubernium zaniklo a bylo nahrazeno českým zemským místodržitelstvím.

## Představitelé
Prezidenti zemského gubernia Českého království:
- 1763–1771 Filip Nerius Krakowský z Kolowrat (26. 3. 1686 Praha – 28. 3. 1773 Praha)
- 1771–1782 Karel Egon I. z Fürstenbergu (7. 5 1729 Praha – 11. 7. 1787 Praha)
- 1782–1785 František Antonín Nostitz-Rieneck (17. 5. 1725 Pakoměřice – 29. 9. 1794 Praha)
- 1787–1791 Ludvík Cavriani (20. 8. 1739 Vídeň – 24. 12. 1799 Vídeň)
- 1791–1792 Jindřich František z Rottenhanu (3. 9. 1738 Bamberg – 14. 2. 1809 Vídeň)
- 1792–1794 Prokop Lažanský z Bukové (14. 9. 1741 Struhaře – 5. 8. 1804 Praha)
- 1794–1802 František Václav Kager ze Štampachu (8. 5. 1742 Valeč – 22. 4. 1804 Praha)
- 1802–1805 Jan Rudolf Chotek z Chotkova a Vojnína  (17. 5. 1748 Vídeň – 26. 8. 1824 Vídeň)
- 1805–1810 Josef František Wallis (31. 8. 1767 Praha – 18. 11. 1818 Vídeň)
- 1811–1826 František Antonín Libštejnský z Kolowrat (31. 1. 1778 Praha – 4. 4. 1861 Vídeň)
- 1826–1843 Karel Chotek z Chotkova a Vojnína  (23. 7. 1783 Vídeň – 28. 12. 1868 Vídeň)
- 1842 Robert Antonín Salm-Reifferscheidt (1804–1875) – dočasně úřadující viceprezident gubernia
- 1843–1847 Štěpán Habsbursko-Lotrinský (14. 9. 1817 Pešť – 19.2. 1867 Menton) – guberniální prezident s titulem Landeschef
- 1847–1848 Robert Antonín Salm-Reifferscheidt (1804–1875) – dočasně úřadující viceprezident gubernia
- (1847)–1848 Rudolf Stadion-Warthausen (23. 2. 1808 Vídeň – 25. 4. 1882 Vídeň) – úřad oficiálně převzal teprve v březnu 1848
- 1848 (květen – červenec) Leopold Lev Thun-Hohenstein (7. 4. 1811 Děčín – 17. 12. 1888 Vídeň)
- 1848–1849 Karl Mecséry (19. 1. 1804 – 12. 9. 1885) – v čele zemské správy jako guberniální viceprezident